# Piana del Gaver
La Piana del Gaver è una zona pianeggiante posta a un'altezza di 1500 m s.l.m. nel comune di Breno, nell'alta valle del Caffaro. Circondata da vette che arrivano a superare i 2800 m s.l.m. si trova sul confine meridionale del Parco dell'Adamelllo.
Può essere raggiunta risalendo la valle del Caffaro dall'abitato di Bagolino tramite la strada BS 669 del Passo Crocedomini o dalla Valle Camonica risalendo la strada BS 345 delle tre valli fino al Passo di Crocedomini per poi riscendere alla piana tramite la BS 669.
Da sempre legata al comune di Bagolino, che rappresenta l'abitato più vicino e comodo, è però appartenente al comune di Breno, nonostante esso si trovi in Val Camonica e la strada di accesso sia chiusa durante il periodo invernale. Questa discrepanza di proprietà del territorio ha spesso impedito un vero e proprio sviluppo turistico e infrastrutturale del Gaver, ma ne ha quindi preservato la conformazione naturale e ambientale, rendendo la zona uno scrigno di biodiversità per la fauna e specialmente per la flora alpina.

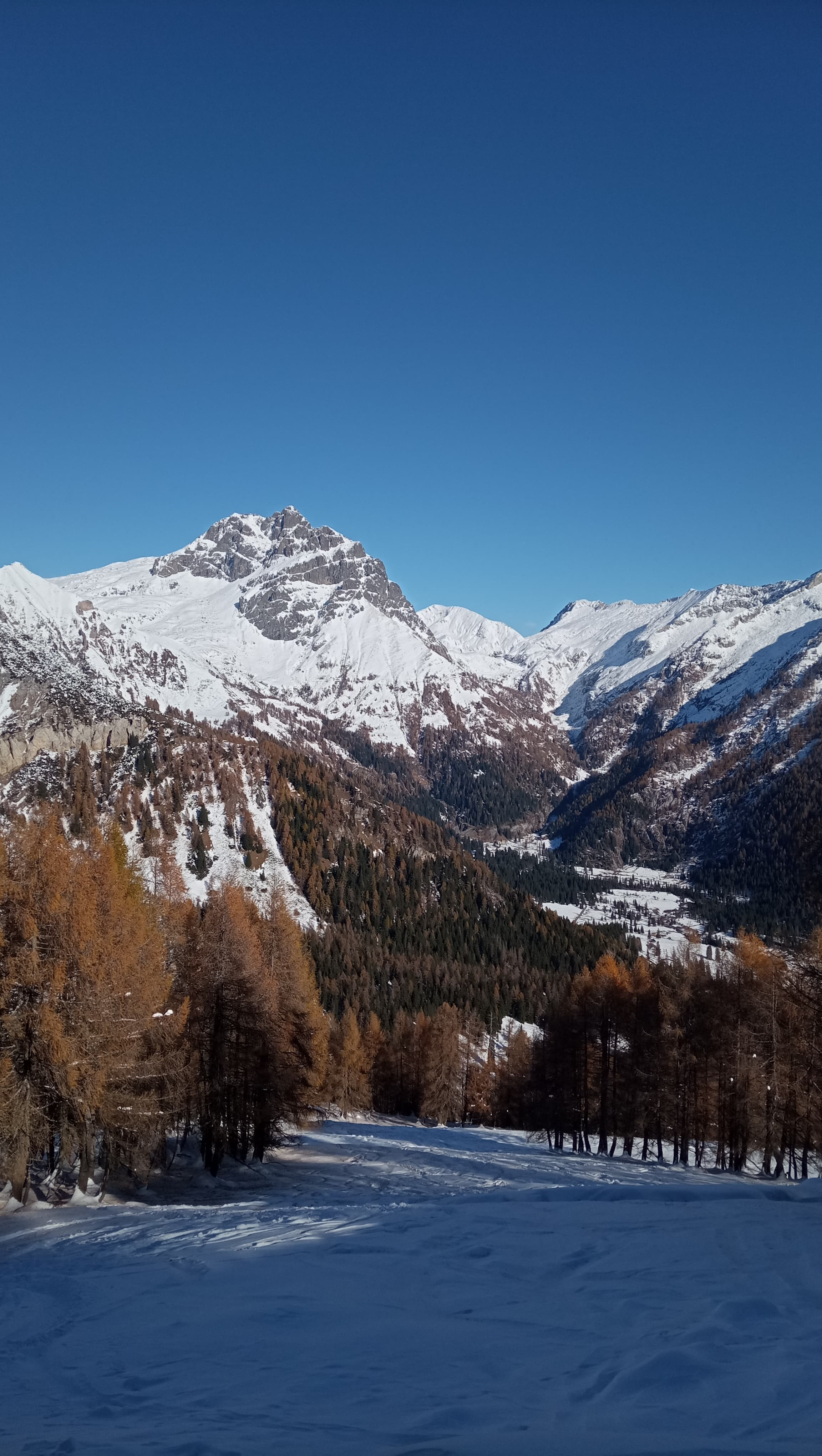
Panorama dalle pendici del monte Misa: in basso a destra la Piana del Gaver, sulla quale svetta il Cornone di Blumone. A destra di esso il prosieguo della Valle del Caffaro.

## Geografia
Posta a un'altitudine di circa 1500 m s.l.m. è lunga da nord a sud 2,5 km e ha una larghezza media di 450 metri. Costituisce un gradino fondamentale della valle del Caffaro che fino alla piana risale inesorabilmente da sud-ovest per qui fermarsi e ripartire in direzione nord-est. Dominata a nord dal Cornone di Blumone 2843 m s.l.m. è chiusa alla sua sinistra idrografica da nord a sud dalle creste del Monte Bruffione 2665 m s.l.m. del Monte Boia 2582 m s.l.m. e il Monte Vaimane 2099 m s.l.m. Sulla destra invece è delimitata partendo da nord dalle Creste di Laione 2393 m s.l.m. dalla Corna Bianca 2119 m s.l.m. dal Monte Colombina 2151 m s.l.m. e dal Monte Misa 2184 m s.l.m.
Sulla destra, seguendo il percorso della SPBS 669 si trova il Goletto di Gaver 1795 m s.l.m. una sella che porta alla località Cadino e poi al Passo di Crocedomini.
Viene da nord a sud attraversata dal torrente Caffaro.

## Sport e turismo
Fino al 2013 ospitava uno storico impianto di risalita che permetteva di sciare sulle pendici del Monte Misa e del Monte Gera, la mancanza di un'evoluzione del complesso e la successiva apertura del vicino comprensorio sciistico del Maniva hanno portato alla chiusura. Ma la conformità del territorio e la fama della località hanno portato a un grande sviluppo della pratica dello scialpinismo: le vecchie piste sono infatti un ottimo campo di prova per gli sciatori, i quali si possono poi cimentare sulle numerose cime del territorio. Gli itinerari più amati comprendono la salita del Monte Laione, del Monte Bruffione e del Monte MIsa.
La piana ospita inoltre una lunga pista di sci di fondo che si dispone ad anello e presenta diverse conformazioni per soddisfare gli sciatori di ogni livello.
In estate il Gaver è meta di ciclisti che affrontano la salita del Crocedomini e di escursionisti che affrontano le cime del territorio: dalla piana è infatti possibile raggiungere il Rifugio Tita Secchi, il bivacco Bruffione e il bivacco Casinello di Blumone.